# Euphaedra (Proteuphaedra) symphona
Euphaedra (Proteuphaedra) symphona es una especie de Lepidoptera de la familia Nymphalidae, subfamilia Limenitidinae, tribu Adoliadini, pertenece al género Euphaedra, subgénero (Proteuphaedra).

## Subespecies
- Euphaedra (Proteuphaedra) symphona affabilis Hecq, 1996
- Euphaedra (Proteuphaedra) symphona symphona Bethune-Baker, 1908

## Localización
Esta especie de Lepidoptera y sus subespecies se distribuyen por la República Democrática del Congo (África).